# تل القراح
تل القراح قرية في منطقة اعزاز في محافظة حلب في سوريا. تقع شمال مدينة حلب.